# Huanderson Júnior da Silva Santos
Huanderson Júnior da Silva Santos (Goiânia, Brasil, 3 de agosto de 1983) es un futbolista brasilero. Juega de arquero y su equipo actual es el Iraklis de la Super Liga de Grecia.

## Clubes
| Club      | País     | Año           | PJ  | Goles |
| --------- | -------- | ------------- | --- | ----- |
| Araguaína | Brasil   | 2010          | 13  | 0     |
| Goianésia | Brasil   | 2011          | 18  | 0     |
| Rio Ave   | Portugal | 2011-2012     | 23  | 0     |
| Iraklis   | Grecia   | 2012-presente | 134 | 0     |